# 湘南鷹取
湘南鷹取（しょうなんたかとり）は神奈川県横須賀市の町名。住居表示実施済み区域である。現行行政地名は湘南鷹取一丁目から湘南鷹取六丁目。住居表示実施済区域。

## 地理
横須賀市最北部に位置する。北で鷹取・横浜市金沢区六浦南及び六浦東、東で追浜南町・追浜町、南東で船越町、南西で逗子市沼間、西で逗子市池子と隣接する。
西武不動産が鷹取山周辺の尾根や谷を切り土したり、盛土するなどして造成した住宅団地で、住宅の多くは高台に建設されている。北隣の「鷹取」は湘南鷹取以前からの市街地である。
域内を通過する幹線道路はなく、自動車で住宅街へ出入りできる箇所も非常に少ない。六浦南との接道個所は車止めがあり抜け道化を防いでいる。西友以外に大規模な商業施設も存在せず、閑静な住宅街となっている。横須賀市立の鷹取小学校と鷹取中学校が建設されているが、ともに市内では最小規模の学校である。東京や横浜へ通勤する住民が多く、ベッドタウンの様相を呈する。市内に点在する他の住宅街に比べ広壮な住宅が多いこと、長期居住者が多いこと、整った景観なども湘南鷹取の特徴とされる。五丁目にはマンション（A棟～V棟）が立ち並ぶ。建築からやや年数が経過しているが、住民による手入れはしっかりと行われている。最近では使われなくなった郵政ハイツ（マンション）が撤去され新しい住宅が建設された。近年、二丁目に新たなマンションの建設が計画されたが、主に安全性を損ねるという理由により住民が市に提訴。この訴えが認められた結果、市からの行政命令で工事は中止され、建設予定地は駐車場となった後、老人ホームが建設された。

### 地価
住宅地の地価は、2023年（令和5年）1月1日の公示地価によれば、湘南鷹取4-21-4の地点で10万6000円/m2となっている。

## 歴史

### 地名の由来
三浦半島の東京湾側に位置し、湘南という地名のイメージのよさから地名に採用されたという由来のほか、湘南電気鉄道から採用の由来という意見もあり、真実は不明である。

## 世帯数と人口
2023年（令和5年）4月1日現在（横須賀市発表）の世帯数と人口は以下の通りである。
| 丁目           | 世帯数    | 人口    |
| -------------- | --------- | ------- |
| 湘南鷹取一丁目 | 557世帯   | 1,246人 |
| 湘南鷹取二丁目 | 512世帯   | 1,120人 |
| 湘南鷹取三丁目 | 389世帯   | 915人   |
| 湘南鷹取四丁目 | 448世帯   | 982人   |
| 湘南鷹取五丁目 | 1,122世帯 | 2,384人 |
| 湘南鷹取六丁目 | 346世帯   | 784人   |
| 計             | 3,374世帯 | 7,431人 |

### 人口の変遷
国勢調査による人口の推移。
| 年                 | 人口  |
| ------------------ | ----- |
| 1995年（平成7年）  | 9,569 |
| 2000年（平成12年） | 8,962 |
| 2005年（平成17年） | 8,513 |
| 2010年（平成22年） | 8,040 |
| 2015年（平成27年） | 7,619 |
| 2020年（令和2年）  | 7,318 |

### 世帯数の変遷
国勢調査による世帯数の推移。
| 年                 | 世帯数 |
| ------------------ | ------ |
| 1995年（平成7年）  | 2,982  |
| 2000年（平成12年） | 3,042  |
| 2005年（平成17年） | 3,080  |
| 2010年（平成22年） | 3,060  |
| 2015年（平成27年） | 3,018  |
| 2020年（令和2年）  | 3,054  |

## 学区
市立小・中学校に通う場合、学区は以下の通りとなる（2022年3月時点）。
- 丁目、番・番地等 : 一丁目〜六丁目、各全域
  - 小学校 : 横須賀市立鷹取小学校
  - 中学校 : 横須賀市立鷹取中学校

## 事業所
2021年（令和3年）現在の経済センサス調査による事業所数と従業員数は以下の通りである。
| 丁目           | 事業所数 | 従業員数 |
| -------------- | -------- | -------- |
| 湘南鷹取一丁目 | 19事業所 | 104人    |
| 湘南鷹取二丁目 | 15事業所 | 191人    |
| 湘南鷹取三丁目 | 4事業所  | 5人      |
| 湘南鷹取四丁目 | 17事業所 | 157人    |
| 湘南鷹取五丁目 | 10事業所 | 45人     |
| 湘南鷹取六丁目 | 2事業所  | 3人      |
| 計             | 67事業所 | 505人    |

### 事業者数の変遷
経済センサスによる事業所数の推移。
| 年                 | 事業者数 |
| ------------------ | -------- |
| 2016年（平成28年） | 69       |
| 2021年（令和3年）  | 67       |

### 従業員数の変遷
経済センサスによる従業員数の推移。
| 年                 | 従業員数 |
| ------------------ | -------- |
| 2016年（平成28年） | 389      |
| 2021年（令和3年）  | 505      |

## 交通
最寄駅は京急本線の追浜駅・京急田浦駅、京急逗子線六浦駅のいずれかとなる。
追浜駅からは、団地内へ乗り入れる路線バス湘南たかとり循環線がある。

## その他

### 日本郵便
- 郵便番号 : 237-0066[2]（集配局 : 田浦郵便局[15]）。